# Marauders
Marauders is de zesde aflevering van het tweede seizoen van de Amerikaanse sciencefictiontelevisieserie Star Trek: Enterprise. Het is de 31e aflevering van de serie, voor het eerst uitgezonden in 2002.

## Verhaal
Omdat de USS Enterprise deuterium nodig heeft als brandstof voor de warpmotoren, bezoeken zij een gekoloniseerde planeet. Daar willen de kolonisten in eerste instantie geen deuterium verkopen. Even later blijkt dat dit komt doordat Klingons de kolonisten uitbuiten. Op straffe van moord eisen de Klingons dat de mijnwerkers een groot deel van hun jaarlijkse oogst aan hen geven, waardoor er bijna niets meer voor de verkoop overblijft.

Kapitein Jonathan Archer en zijn bemanning besluiten dit probleem aan te pakken. Door de kolonisten te trainen, leren ze zich te verweren tegen de Klingons. Niet veel later komen ze ook daadwerkelijk langs met een ruimteschip om het deuterium in te laden. Echter krijgen de kolonisten en de bemanning van de Enterprise het gezamenlijk voor elkaar de Klingons zodanig in het nauw te drijven dat ze moeten vluchten. Voor hun hulp aan de kolonie krijgt de Enterprise veel extra deuterium.

## Achtergrondinformatie
- Deze aflevering is gebaseerd op de Japanse film De zeven samoerai.

## Acteurs

### Hoofdrollen
- Scott Bakula als kapitein Jonathan Archer
- John Billingsley als dokter Phlox
- Jolene Blalock als overste T'Pol
- Dominic Keating als luitenant Malcolm Reed
- Anthony Montgomery als vaandrig Travis Mayweather
- Linda Park als vaandrig Hoshi Sato
- Connor Trinneer als overste Charles "Trip" Tucker III

### Gastacteurs
- Larry Cedar als Tessic (kolonist)
- Steven Flynn als Maklii (kolonist)
- Bari Hochwald als E'lis (kolonist)
- Jesse James Rutherford als Q'Ell (kolonist)
- Robertson Dean als Korok (Klingon)

### Bijrollen

#### Bijrollen met vermelding in de aftiteling
- Wayne King junior als Klingon
- Peewee Piemonte als Klingon

#### Bijrollen zonder vermelding in de aftiteling
- Vince Deadrick junior als Klingon
- Christopher Doyle als Klingon
- Leigh Hennessy als kolonist

### Stuntmannen en stuntdubbels
- Bridgett Riley als stuntdubbel voor Jolene Blalock